# 자히아 데하르
자이아 데아르(Zahia Dehar, 1992년 2월 25일 ~ )는 프랑스, 알제리의 패션 디자이너, 모델, 배우이다. 2009년에 일어난 프랑스 축구 국가대표팀의 프랑크 리베리, 카림 벤제마 선수의 미성년자 성매매 스캔들에 연루된 콜걸이기도 하다.